# Viktor Černomyrdin
Viktor Stěpanovič Černomyrdin (rusky Ви́ктор Степа́нович Черномы́рдин; 9. dubna 1938 Čornyj Otrog [Orenburská oblast] – 3. listopadu 2010 Moskva) byl sovětský a ruský státník, předseda Rady ministrů Ruské federace (1992–1993), úřadující prezident Ruské federace (5.–6. listopadu 1996), předseda vlády Ruské federace (1993–1998), ruský velvyslanec na Ukrajině (2001–2009). Od 11. června 2009 až do konce života byl poradcem prezidenta Ruské federace a zvláštním zástupcem ruského prezidenta v otázkách hospodářské spolupráce s členskými státy SNS.

## Politická kariéra

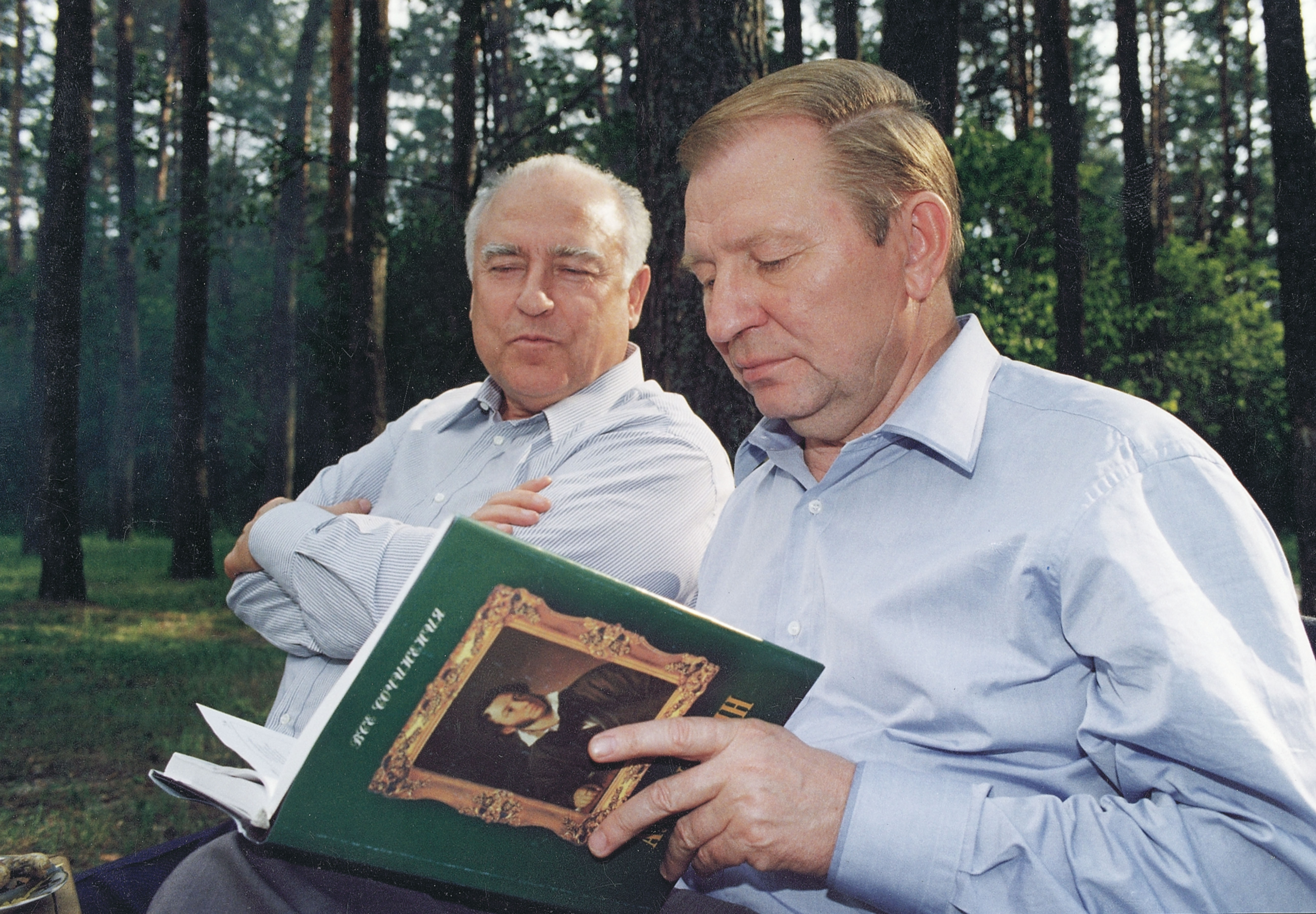
Zleva: Viktor Černomyrdin a Leonid Kučma listující v Puškinovi (Kyjev, 1999)

Narodil se 9. dubna 1938 v obci Čornyj Otrog. Otec Stěpan Markovič pracoval jako řidič, matka Marfa Petrovna, měli pět dětí – Nikolaj, Alexandr, Natalia, Viktor a Jekatěrina. Po ukončení Orského technického učiliště № 1 v roce 1957 zahájil svoji pracovní činnost v Orské rafinerii V. P. Čkalova jako mechanik, řidič kompresorů a čerpadel. Po absolvování vojenské služby jako letištní technik VVS v letech 1957–1960 ve městě Spassk-Dalnij v Primorském kraji se vrátil do stejného závodu a pracoval jako vedoucí technolog.
V roce 1962 začal studovat na Samarském polytechnickém institutu, který absolvoval v roce 1966 s diplomem inženýra-technologa. V letech 1967 až 1973 působil jako instruktor v Orském městském výboru KSSS, byl zástupcem vedoucího oddělení. V roce 1968–1972 studoval na Všesvazovém polytechnickém institutu, kde získal diplom inženýra-ekonoma. Tento moskevský institut nese v současnosti jeho jméno (Московский государственный открытый университет имени В. С. Черномырдина). V letech 1973–1978 stál v čele Orenburské plynové rafinerie (Оренбургский газоперерабатывающий завод), a poté pracoval v Moskvě jako asistent na oddělení těžkého průmyslu ÚV KSSS. V roce 1981 obhájil disertační práci pro vědecký stupeň kandidát technických věd na téma „Výzkum a vývoj technologie procesu rafinace zemního plynu od organických sloučenin síry“. Od roku 1982 byl náměstkem ministra plynárenského průmyslu SSSR. V roce 1983 byl jmenován náměstkem ministra a šéfem všesvazového průmyslového sdružení „Tjumengazprom“.
V roce 1980 se seznámil s Borisem Jelcinem, v té době prvním tajemníkem Sverdlovského zemského výboru KSSS. Byl poslancem Nejvyššího sovětu SSSR (1984–1989) a poslancem Nejvyššího sovětu RSFSR (1985–1990). Členem ústředního výboru KSSS byl v letech 1986–1990. Po nástupu Michaila Gorbačova od roku 1985 čtyři roky zastával funkci ministra ropného a plynárenského průmyslu SSSR. Poté, co bylo ministerstvo přeměněno na Státní plynárenský koncern předsedal správní radě. 30. května 1992 byl jmenován místopředsedou vlády ruské federace pro oblast paliv a energetiky.
14. prosince 1992 na VII. sjezdu lidových poslanců Ruska prezident Boris Jelcin poté, co byla většinou poslanců odmítnuta kandidatura J. T. Gajdara na post předsedy Rady ministrů Ruské federace, který se uvolnil po rezignaci Ivana Silajeva v září 1991, navrhl Viktora Černomyrdina. Prezidentem navržená kandidatura byla sjezdem schválena. Ve stejný den Jelcin podepsal dekret o jmenování Černomyrdina předsedou Rady ministrů.

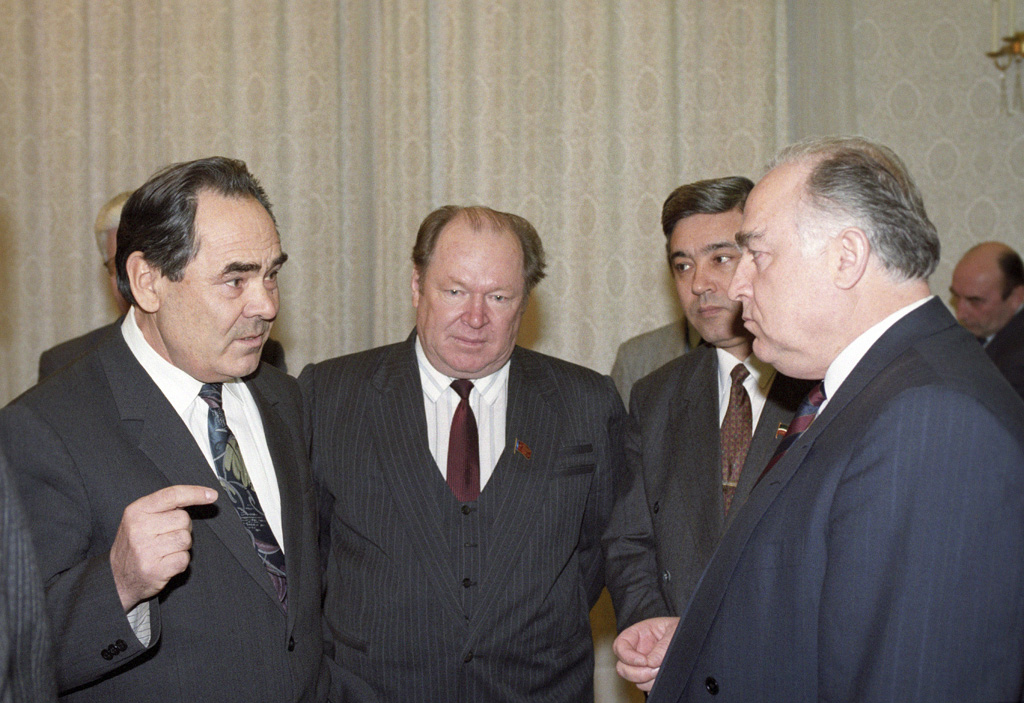
1993 – Moskva, prezident Tatarstánu Mintimer Šaimijev (vlevo) a předseda Rady ministrů Viktor Černomyrdin (vpravo) během setkání v Kremlu. Jednání delegací Ruska a Tatarstánu k přípravě mezivládní dohody.

 Od 25. prosince 1993 byl předsedou vlády Ruské federace. Od 14. prosince 1992 do 26. května 1998 stálým členem Rady bezpečnosti Ruské federace. 18. února 1993 jménem vlády Ruské federace podepsal „Dohodu o využití vysoce obohaceného uranu získaného z jaderných zbraní". 7. ledna 1995 na svátek Narození Krista se s Jeho Svatostí patriarchou moskevským a celé Rusi Alexijem II. zúčastnil slavnostního položení kamene a instalace pamětní desky v základech obnoveného chrámu Krista Spasitele.
V květnu 1995 byl zvolen předsedou Všeruského společensko-politického hnutí „Náš domov – Rusko“, které získalo 10,1 % ve volbách do státní dumy v prosinci 1995 a vytvořilo v ní vlastní frakci. Poté, co vyhrál prezidentské volby v červenci 1996 Boris Jelcin a po jeho převzetí úřadu v souladu s ústavou podala vláda demisi. Kandidatura Viktor Černomyrdina na post předsedy vlády (premiéra) byla znovu podána Borisem Jelcinem a byla schválena dumou dne 10. srpna 1996. V červnu 1995, po teroristickém činu v Buďonnovsku (Stavropolský kraj) jednal po telefonu s Šamilem Basajevem, jehož oddíl obsadil městskou nemocnici a vzal jako rukojmí asi dva tisíce lidí. Výsledkem obtížných jednání a operace na osvobození rukojmích bylo 18. června osvobození většiny z rukojmích, ale Basajevovi vojáci se zbývajícími rukojmími dne 19. června opustili město a ukryli se v horských oblastech Čečenska. Při této tragédii zahynulo asi 180 lidí.
Po vzniku Rady obrany Ruské federace 25. července 1996 a do jejího zrušení 3. března 1998 mu byly jako předsedovi ruské vlády přiděleny povinnosti místopředsedy této Rady. 7. září 1996 Jeho Svatost patriarcha Alexij II vysvětil chrám svatého apoštola a evangelisty Jana, postavený v krátké době v obci Čjornyj Otrog za pomoci V. Černomyrdina. 19. září 1996 Boris Jelcin podepsal dekret № 1378 „O dočasném plnění povinností prezidenta Ruské federace“, kterým přenesl v době jeho kardiochirurgické operace všechny prezidentské pravomoci v plné výši na Černomyrdina. Během zákroku Černomyrdin jednal v souladu s tímto dekretem jako prezident Ruské federace od 7.00 hodin 5. listopadu 1996 do 6.00 hodin dne 6. listopadu 1996. 23. března 1998 rozpustil B. Jelcin dekretem vládu a povinnosti předsedy vlády přešly na S.V. Kirijenka.
Od 24. srpna 1998 opět působil jako předseda vlády, ale dvakrát nebyl schválen dumou, na potřetí Boris Jelcin podal dumě kandidaturu Jevgenije Primakova, jehož schválením předsedou vlády skončil krátký návrat Viktora Černomyrdina na post premiéra. 14. dubna 1999 byl jmenován zvláštním zástupcem prezidenta Ruské federace k vyřešení situace kolem Svazové republiky Jugoslávie. Společně s finským prezidentem Marttim Ahtisaarim dojednal u prezidenta Slobodana Miloševiće ukončení operací v Kosovu výměnou za konec bombardování Jugoslávie vojsky NATO. Uvolněn z této funkce „v souvislosti s výkonem svých úkolů“ byl dne 7. října 1999. V roce 1999 za mírové snahy na Balkáně a činnost v oblasti zahraniční politiky byl nominován na Nobelovu cenu za mír. V roce 2003 vydal knihu Вызов, ve které je zachycen jeho pohled na události krize na Balkáně. 15. června 2000 byl v čele organizačního výboru světové expedice UNESCO The Great Northern Trail a spolu s vůdcem expedice S. A. Solovjevym a členem organizačního výboru, norským velvyslancem v Rusku Oyvindem Nordslettenem se zúčastnil dne 5. března 2001 startu expedice ve městě Zapoljarne.
V letech 1995–2000 byl vůdcem hnutí „Náš dům – Rusko“. V letech 1999–2001 byl poslancem Státní dumy Federálního shromáždění Ruské federace za Jamalo-něnecký autonomní okruh. V letech 1999–2000 byl předsedou představenstva „Gazpromu“. Měl hodnost plukovníka v záloze, byl dědičným kozákem, byl plukovníkem Orenburského kozáckého vojska a generálem Záporožského kozáckého vojska a čestným občanem města Buďonnovsk.

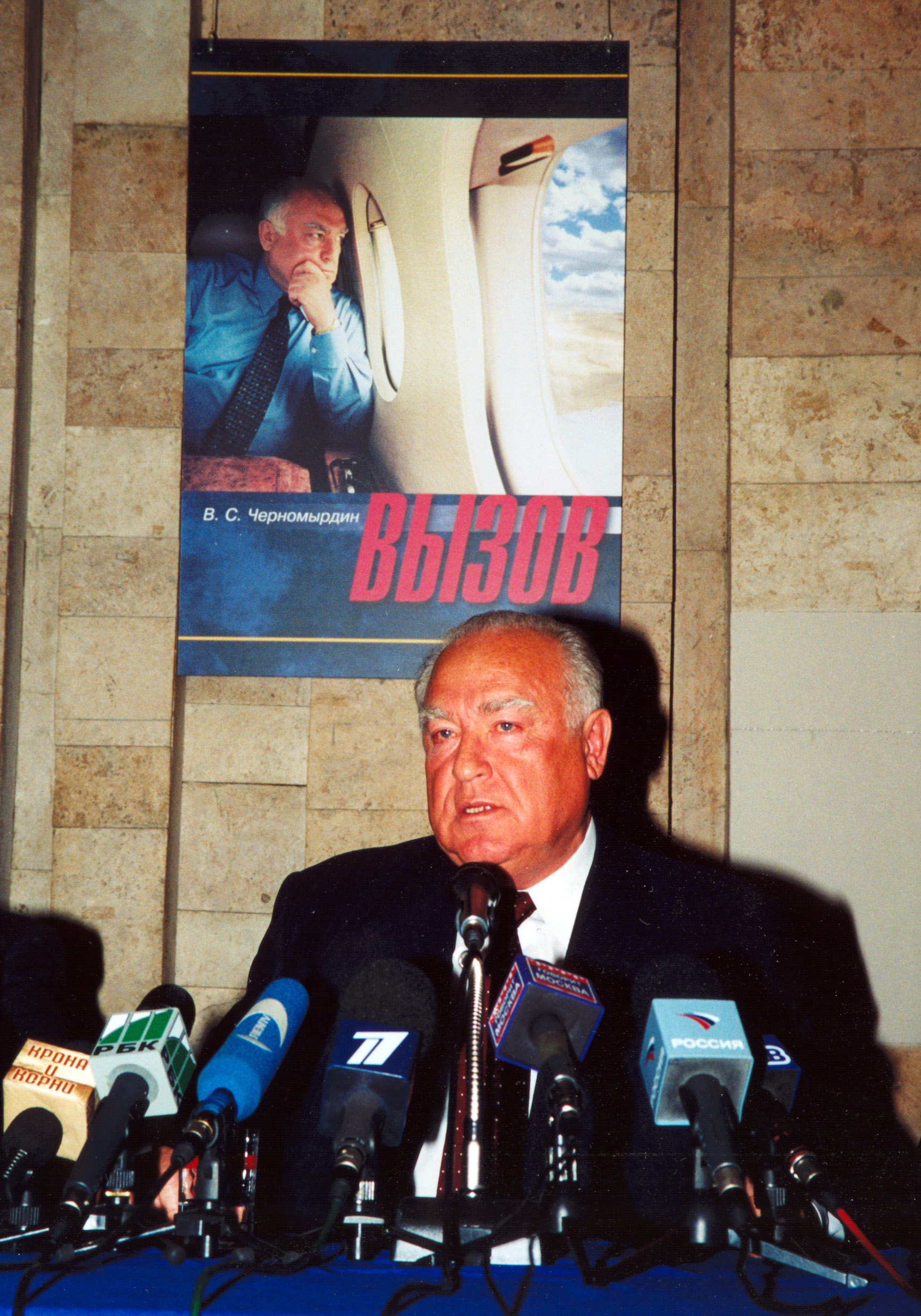
Viktor Černomyrdin představuje svoji knihu «Вызов»

Byly mu uděleny čestné tituly z mnoha ruských a zahraničních univerzit a akademií. Titul čestného profesora Samarské státní technické univerzity (23. června 1995), čestného profesora Lomonosovovy univerzity (24. ledna 1997), čestný doktorát Slovenské technické univerzity v Bratislavě (14. dubna 1997), čestný doktorát na univerzitě v Bridgeportu (Connecticut, USA) (30. září 1999), čestný profesor Leningradské státní oblastní univerzity (7. října 1999), čestný profesor Moskevské státní otevřené univerzity (17. května 2002), čestný doktorát věd Ruské ekonomické akademie G.V.Plechanova (25. března 2003), čestný doktorát Národní letecké university Ukrajiny (15. března 2005) a další.
Od 21. května 2001 do 11. června 2009 zastával pozici mimořádného a zplnomocněného velvyslance Ruské federace na Ukrajině a zvláštního zástupce prezidenta Ruské federace pro rozvoj obchodních a hospodářských vztahů s Ukrajinou. 10. dubna 2003 obdržel diplomatickou hodnost mimořádného a zplnomocněného velvyslance. Od 23. listopadu 2007 byl doyenem diplomatického sboru akreditovaného na Ukrajině. Na postu ruského velvyslance působil více než osm let, v rozporu s nepsaným pravidlem o pravidelné rotaci vedoucích zastupitelských úřadů v zahraničí.
4. února 2008 v čele Mezinárodního šolochovského výboru předal Ruské státní knihovně sto exemplářů unikátního faksimilního vydání rukopisu románu „Tichý Don“. Rukopis, dlouho považován za ztracený, byl koupen ruským státem od dědiců druha Michaila Šolochova z fronty Vasilije Kudaševa.
K sedmdesátinám v roce 2008 byla vydána kniha novináře Alexandra Gamova Choteli kak lučše ..., obsahující aforismy a rozhovory s Černomyrdinem.
17. února 2009 Ministerstvo zahraničních věcí Ukrajiny (ministr Volodymyr Ohryzko) vyrozumělo ruského velvyslance Viktora Černomyrdina o možnosti prohlásit ho „persona non grata“ kvůli jeho nediplomatickému posuzování, komentářům a prohlášení na adresu Ukrajiny a jejího vedení. Vláda Julije Tymošenkové okamžitě popřela toto prohlášení. První místopředseda vlády Oleksandr Turčynov uvedl, že „vláda Ukrajiny s činností Ohryzka nemá nic společného“. 3. března 2009 byl V. Ohryzko kvůli této epizodě Nejvyšší radou odvolán.
11. června 2009 ruský prezident Dmitrij Medveděv jmenoval Viktora Černomyrdina poradcem prezidenta Ruské federace, zároveň byl ustanoven speciálním představitelem Ruské federace v otázkách ekonomické spolupráce se státy Společenství nezávislých států.

## Rodina

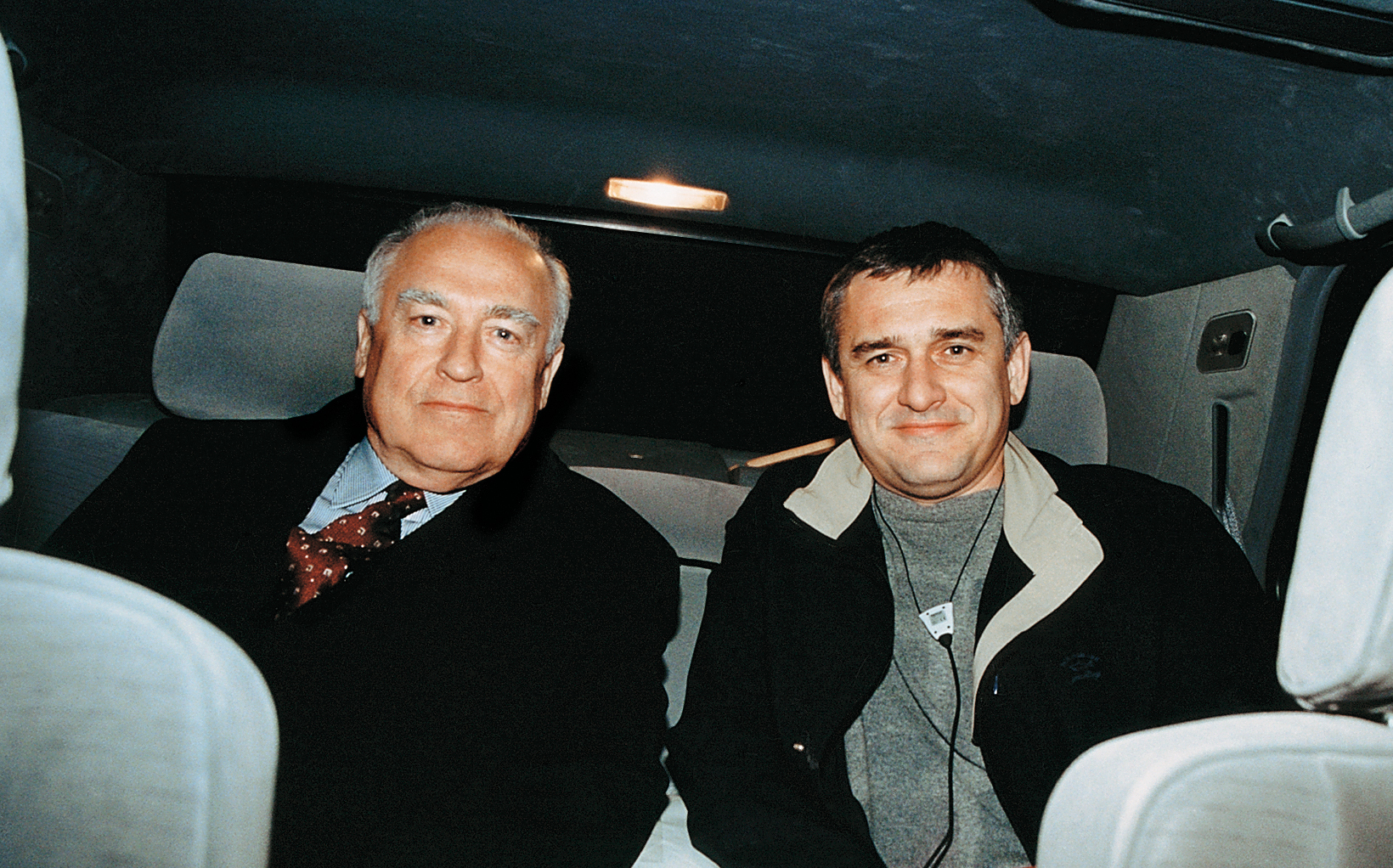
Viktor Černomyrdin se svým synem Vitalijem

Manželka Valentina Fjodorovna, roz. Šelepova, se narodila 6. července 1938 ve městě Orsk, Orenburská oblast. Vzali se v roce 1961. Zajímala se o ruské tance, provedení ruských a ukrajinských písní, v letech 2001–2005 je zaznamenala spolu se souborem Ugolok Rossii v čele s V. Nesterenkem na dva disky – Поёт Валентина Фёдоровна Черномырдина. Песни мои для мужа, детей и внуков…. Zemřela 12. března 2010 a byla pohřbena v Moskvě. Měli spolu dva syny – Vitalije a Andreje, čtyři vnoučata – Mariju, Andreje, Anastasii, Viktora a pravnuk Dmitrije. Nejstarší syn Vitalij (nar. 1962) vystudoval v Moskvě Ruskou státní Gubkinovu univerzitu ropy a plynu. Od roku 2000 stojí Vitalij Černomyrdin v čele regionální veřejné nadace Podpora a rozvoj střední třídy. Mladší syn Andrej (nar. 1970) po ukončení Gubkinovy univerzity ropy a plynu pracuje v „Gazpromu“. V roce 2011 byl zvolen prezidentem Mezinárodního Šolochovského výboru.